# Jonas Johansson (skidskyttetränare)
Lars Jonas Johansson, född 18 juni 1982 i Ramvik, är en svensk tidigare skidskytt och senare skidskyttetränare.
Under åren som aktiv erövrade han flera medaljer från svenska juniormästerskap. Han har också deltagit i tre juniorvärldsmästerskap samt ett antal Europacuper.
Åren 2010–2015 var han tränare för det svenska herrlandslaget efter Wolfgang Pichler som också efterträdde honom. År 2017 var han tränare för USA:s skidskyttelandslag. Tidigare var han ledare för det svenska utvecklingslandslaget
Jonas Johansson är gift med längdåkaren Britta Norgren.